# NGC 3199
NGC 3199 je emisijska maglica u zviježđu Kobilici.

## Vanjske poveznice
- SEDS: NGC 3199